# Creu del Pilar
La Creu del Pilar és una creu de terme del municipi de Sant Feliu Sasserra (Bages) protegida com a bé cultural d'interès local.

## Descripció
La creu de terme amb l'estructura habitual que es troba emplaçada al peu del camí d'entrada al Mas Pilar i prop del límit del terme de Sant Feliu Sasserra. La creu és sustentada per una columna que reposa sobre uns graons de planta circular i troncocònica. El fust és coronat per un nus que sosté la creu pròpiament. Aquesta, esculpida en pedra, té els braços curts i amb els extrems flordelisats. Les seves cares presenten, en relleu, la Crucifixió en una banda i la imatge de Maria orant en l'altra. En una fotografia de l'any 1917 la creu mostra un sòcol de tres graons circulars (actualment només se'n conserva un) i un graó troncocònic que avui en dia encara es conserva.

## Història
Segons fonts orals la creu de terme del Pilar es va trencar en nou parts a l'inici de la guerra civil, l'any 1936. Per tal de conservar-la, el masover del Pilar, la va guardar a la pallissa de la masia durant diversos anys.
La creu porta la data de 1690, fet que juntament amb la característica decoració floral dels seus braços pot considerar-se propi del barroc, tot i que manté força connexions estilístiques amb la manera de fer del renaixement. Recordem que arreu dels països catalans són molt freqüents, en llur majoria gòtiques i renaixentistes.